# سيمون ديكين
سيمون ديكين (بالإنجليزية: Simon Deakin)‏ هو عالم بريطاني، ولد في 26 مارس 1961.